# NGC 1694
NGC 1694 je galaksija u zviježđu Eridanu.

## Vanjske poveznice
- SEDS: NGC 1694